# John Hilbard
John Hilbard f. John Hilbert Larsen (født 14. maj 1923 i Køge, død 10. marts 2001) var en dansk filminstruktør, filmklipper, producer og manuskriptforfatter, der er bedst kendt som manden bag Sengekantsfilmene.

## Filmografi som instruktør
- Walter og Carlo - yes, det er far (1986)
- Suzanne og Leonard (1984)
- Firmaskovturen (1978)
- Sømænd på sengekanten (1976)
- Hopla på sengekanten (1976)
- Der må være en sengekant (1975)
- Romantik på sengekanten (1973)
- Motorvej på sengekanten (1972)
- Rektor på sengekanten (1972)
- Tandlæge på sengekanten (1971)
- Mazurka på sengekanten (1970)
- Min kones ferie (1967)